# Макгинли, Джон (футболист)
Джон Макгинли (англ. John McGinlay; 8 апреля 1964, Инвернесс, Шотландия) — шотландский футболист.

## Карьера
В детстве Джон был фанатом «Селтика». Является воспитанником клуба «Форт-Уильям». В августе 1980 года, в возрасте 16 лет Мак-Гинлей дебютировал за первую команду в матче футбольной лиге Хайленд. Дебют пришёлся на матч с командой «Элгин Сити». Поиграв около года в Новой Зеландии, вернулся в Шотландию и вновь присоединился к «Нэрн Каунти». Позднее отправился в Англию в Национальную Конференцию, выступая за «Йовил Таун». Вернулся на родину в 1988 году, в команду «Элгин Сити», выступающей в Лиге Хайленд.
Затем вернулся в английскую футбольную лигу, сначала играя за «Шрусбери Таун», а затем за «Бери».